# Vozdvízhivka
Vozdvízhivka (en ucraniano: Воздвижівка, romanizado: Vozdvyzhivka; en ruso: Воздвижевка, romanizado: Vozdvízhevka) es un pueblo ucraniano perteneciente al óblast de Zaporiyia. Situado en el sur del país, forma parte del raión de Pologi y es centro del municipio (hromada) homónimo.

## Toponimia
Hasta 1894, el pueblo era conocido como Jarnenke (en ucraniano: Гарненьке; en ruso: Гарненькое, romanizado: Garnénjoye). 

## Geografía
Vozdvízhivka está situado a orillas del río Nizhni Solona, 16 km al noroeste de Juliaipole, 33 km al norte de Pologi y a 74 km de Zaporiyia.  

## Historia
El pueblo fue fundado en siglo XIX por siervos de la gobernación de Poltava.
Debido al Holodomor, entre 1932 y 1933 murieron 167 residentes de la aldea.

## Demografía
La evolución de la población de Vozdvízhivka entre 1989 y 2001 fue la siguiente:
| 1384                                                          | 1324 |
| (Fuente: Cities & Towns of Ukraine y UKRAINE: Größere Städte) |      |

Según el censo de 2001, la lengua materna de la mayoría de los habitantes, el 93,13%, es el ucraniano; y del 4,08%, el ruso.